# Szocializmus

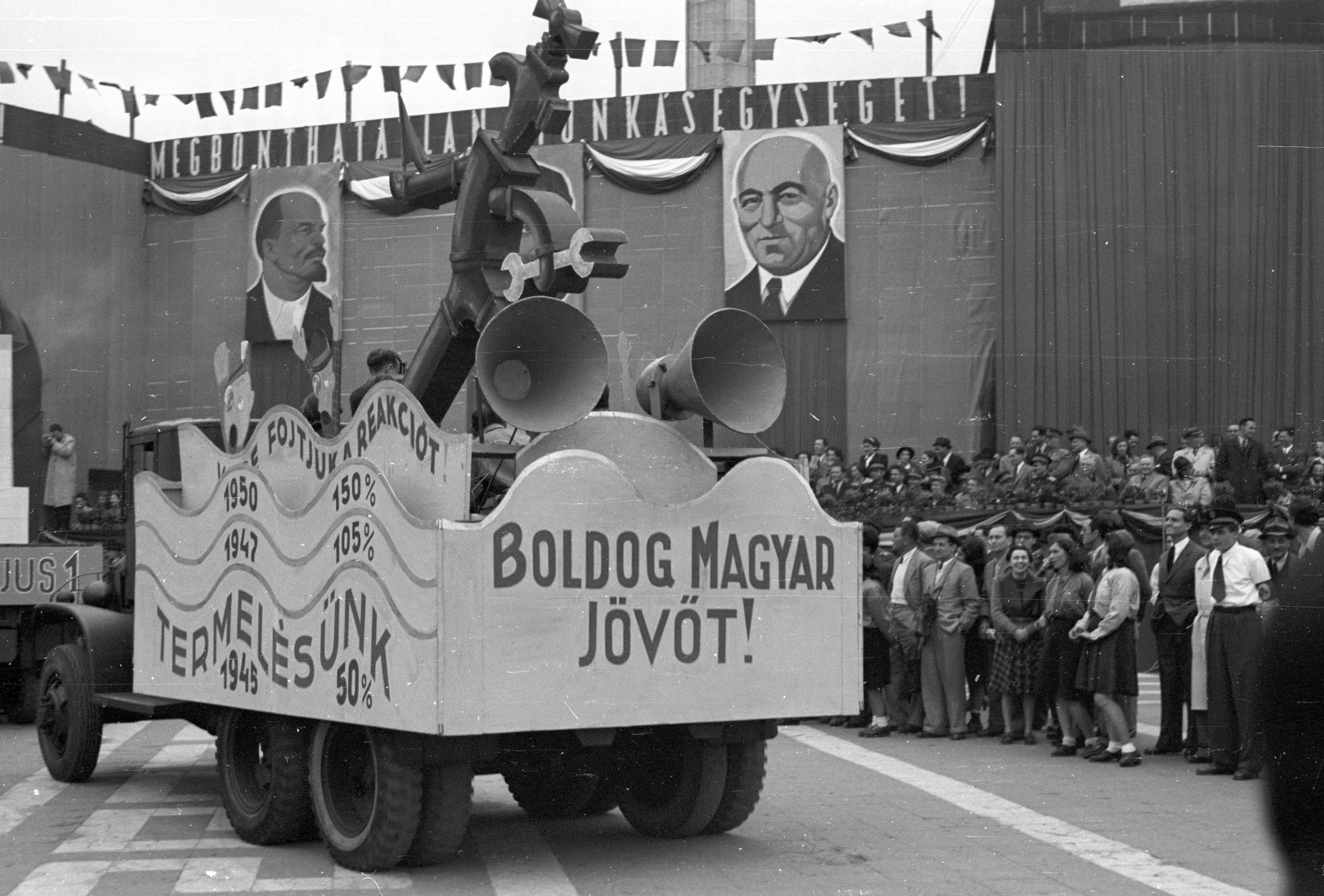
Egy jellegzetes transzparens a magyar szocializmus hajnalán, az 1947. május elsejei felvonuláson

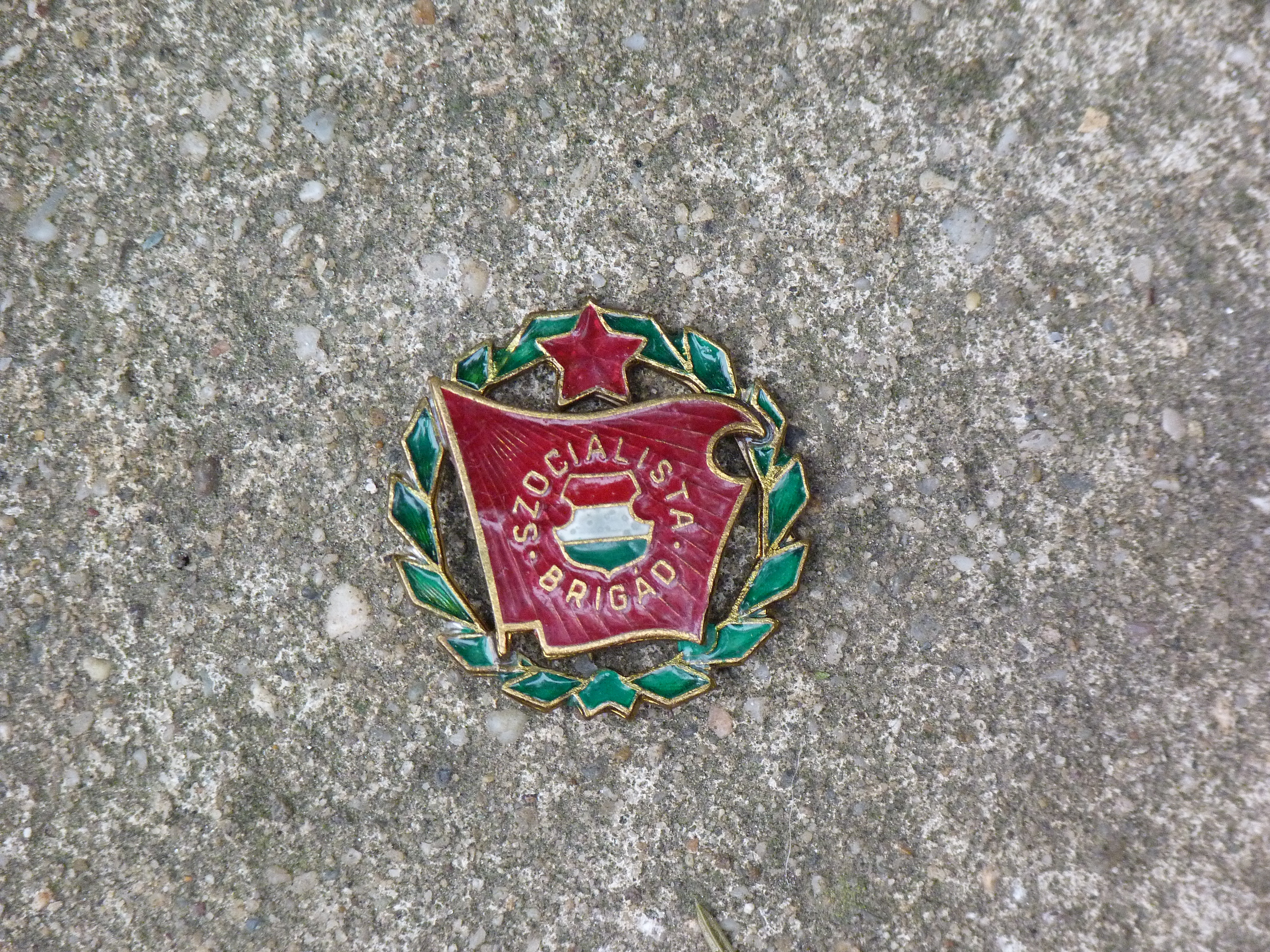
Szocialista Brigád kitűző

A szocializmus (latin socius = 'társ') olyan eszmei áramlatok, politikai ideológiák összessége, melyek először a 19. század folyamán jelentek meg, közös elemük az individualizmusnak, a magánérdek elsődlegességének elvetése, a kollektivizmus, a társadalmi egyenlőség, a szolidaritás előtérbe helyezése. A szocializmus magában foglal egy gazdasági programot – a termelési eszközök fölötti társadalmi ellenőrzés valamilyen formáját –, szociális követeléseket – társadalmi egyenlőséget, az anyagi javak igazságos elosztását – és politikai célokat – a demokrácia megvalósítását, kiszélesítését akár hagyományos parlamenti, vagy közvetlen formájában. A tulajdonnal szemben a munkát, az egyéni jogok helyett a kollektív jogokat részesíti előnyben.
A legáltalánosabb értelemben szocialistának nevezhetünk minden olyan törekvést, amely a társadalmi berendezkedést a szociális igazságosság szemszögéből kísérli meg átalakítani, függetlenül attól, hogy eszmeileg a marxizmus, az anarchizmus, a szociáldemokrácia vagy a keresztényszocializmus áramlatát követi.
Az 1917-es októberi orosz forradalom nyomán Oroszországban, a Szovjetunióban, majd a II. világháború után a keleti blokk országaiban és másutt kiépült marxista–leninista autoriter politikai rendszerek hivatalosan szintén szocialistának tekintették magukat. A kommunizmus építését vallották céljuknak, a szocializmust az oda vezető út lépcsőfokának tekintették, amelyben az anyagi javak elosztását a mindenki a hozzájárulása alapján elve szabályozta.

## Tartalma
A szocializmus osztozik mindazon eszmékben, amelyek jegyében a forradalmak – elsősorban a francia forradalom – felléptek az ancien régime-mel szemben. A liberalizmushoz hasonlóan a szocializmus örököse felvilágosodás hagyatékának is.
A szocialisták azonban az ember „valódi” szabadságát és egyenlőségét nem tudják elgondolni a javak elosztásának egyenlősége, azaz a társadalmi igazságosság nélkül. Az egyenlőséget azonban gyakran az elosztási egyenlőségre, azaz az anyagi javakhoz való egyenlő hozzáférés követelésére szűkítik le.
A szocializmus egyenlőség-elve a liberalizmuséhoz hasonlóan a nemektől, rasszoktól, nemzetektől eltekintve minden ember egyenlőségét hirdeti. Ebből a már a francia forradalom által megfogalmazott egyetemességből ered az internacionalizmus eszméje is. Ez az egyetemesség teremtette meg a kapcsolatot természettudományokkal és a történelem tudományos magyarázatával.
A szocializmus továbbá a morális egyenlőség alapján áll, azaz erkölcsi lényként minden ember egyenlő, ugyanannyi az „értéke”, s ugyanahhoz van joga. Ebben a felfogásban már különbözik úgy a liberalizmustól, mint a konzervativizmustól. A liberálisok ugyanis a hasznosság, a javak érdemek szerinti elosztása – egyfajta meritokrácia – álláspontját vallják és az egyenlőséget a formális politikai és jogi egyenlőségre korlátozzák. A konzervatívok pedig elfogadják, helyeslik a társadalom tagjai közötti egyenlőtlenséget.

### Kollektivizmus
A felvilágosodás és forradalom harmadik nagy jelszavának, a testvériségnek egyik jelentés-eleme a közösségiség, a kollektivizmus. Maga a „szocializmus”
elnevezés is – a socius (társ) szóból származva – a társulásra, szövetkezésre helyezi a hangsúlyt. A szocializmus az emberi lényeg kibontakoztatásának feltételét látja a társulásban. A gyakorlatban azonban – ellentétben a liberalizmussal, s közelebb állva a konzervativizmushoz – a közösség elsődlegességét hirdető az egyénnel szemben. A magánszabadságról a közszabadságra helyezi a hangsúlyt, az egyenlőséget pedig a közösség sajátos szerveződési módjaként fogja fel.
A szocialista felfogás szerint mivel az anyagi javak előállítása egyre nagyobb mértékben válik társadalmivá, egyre több egyén közötti munkamegosztást és együttműködést kíván meg, az elosztásban is meg kell jelennie ennek: a javak elsajátításának, a fogyasztásnak is közösséginek, társadalminak kell lennie. A folyamat kiteljesedésének útjában a magántulajdon áll: a tőkés egyéni és kizárólagos rendelkezési joga a termelés irányítása és az elosztás fölött.

### Emancipáció
A szocialisták végső és legfőbb célja, ami szintén a felvilágosodás eszméiből származik, az ember felszabadítása, emancipációja a gazdasági és társadalmi kényszerek, a babonaság, az elnyomás és kizsákmányolás alól, hogy az emberi nem elkezdhesse végre igazán méltó történetét. Az ugyancsak az egyéni-emberi autonómiát 
hirdető liberalizmust azért vetik el, mert az az anyagi különbségek révén új elnyomást eredményezett.
Az emancipációt a szocialisták politikai programként terjesztették elő. A megvalósításra vonatkozón két nagy áramlat különíthető el: az egyik reformok, a másik forradalom útján gondolta a célt elérni. Az első – például Saint-Simon és Owen követői – a tudományosan megszervezett társadalom utópikus jövőképét dolgozták ki. A forradalmi irányzat, bár ugyanúgy hitt a tudomány erejében, csak forradalom útján tartotta ezt megvalósíthatónak. Rousseau örököseiként ide tartoznak a marxisták, a blanquisták és az anarchisták is. Forradalom révén, „önfelszabadításként” akarják „kisajátítani a kisajátítókat”. Ehhez szerintük az elméleti tudatosság és a gyakorlati aktivitás rendszeres növelésére van szükség. A gyakorlatban ez a munkásotthonoktól és munkáskönyvtáraktól kezdve a szakszervezeteken át a munkáspártok létrehozásáig vezetett.
Marx szerint az emancipáció legfőbb akadályát az elidegenedés képezi: az emberek közötti viszonyok dolgok közti viszonyokként jelennek meg, miáltal az emberek elvesztik uralmukat saját életük fölött, hogy a dolgok uralkodjanak rajtuk. Mindennek a forrása a tőkés magántulajdon.

## Története

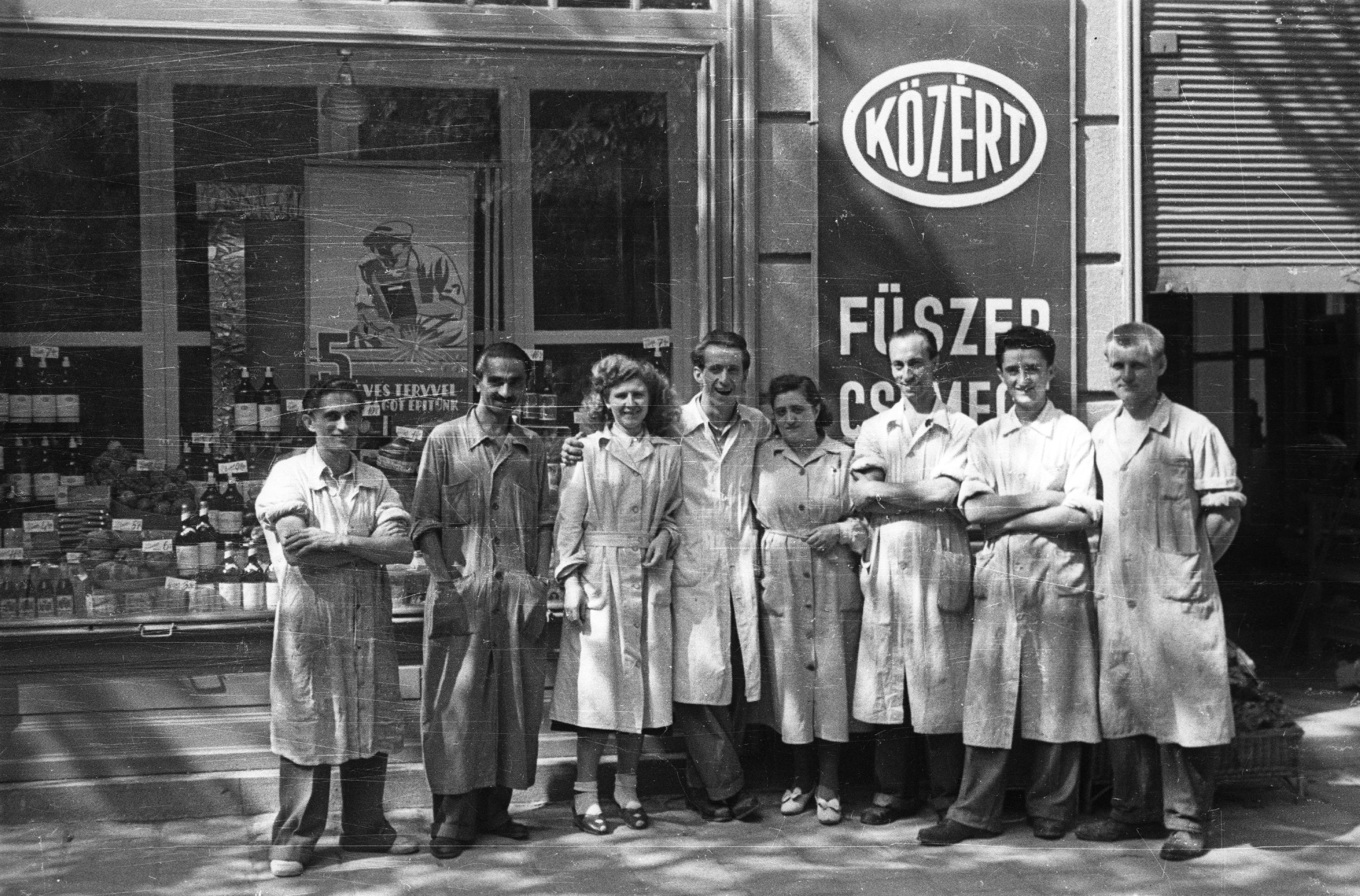
A „KÖZÉRT” eredetileg a Községi Élelmiszerkereskedelmi Rt. nevének rövidítése volt. Az 1948. május 15-én létrejött társaság feladata a közellátás szervezett biztosítása volt (1955)

A szocializmus, mint politikai ideológia megnevezése az 1830-as években alakult ki. Először Robert Owen követőit nevezték szocialistának (1827), majd Saint-Simon követőit is ehhez az irányzathoz sorolták.
Kezdettől fogva több meggyőződést, tant, politikai praxist foglalt magában, mint szellemi áramlat, politikai ideológia és mozgalom rendkívül változatos formákat hozott létre, mivel az általa bírált társadalmi berendezkedés, a kapitalizmus is sokszínű volt. Ennek ellenére kimutathatók olyan közös elemek, amelyek minden irányzatban tetten érhetők. Ezek közé tartozik az egyenlőség és igazságosság hirdetése, amelyen nemegyszer olyan egalitarizmust értettek, mely kiküszöböli azokat az egyenlőtlenségeket is, amelyek az emberek között természettől fogva léteznek; igazságosságon pedig az egyenlőség mellett a kizsákmányolásmentességet értették. Ezzel függ össze a szabadság követelménye is, melyen pozitív szabadságot értettek, vagyis az önmegvalósítás minden feltételét magába foglaló feltételrendszer (például anyagi háttér, szabadságjogokkal való élni tudás) meglétét.
A pozitív szabadság jegyében bírálták a termelési eszközök magántulajdonát, amely a kizsákmányolás legfőbb eszköze. Karl Marx hívta fel a figyelmet arra az ellentmondásra, hogy miközben a termelés mind szélesebb társadalmi rétegekre hárul, addig a megtermelt értékek továbbra is magántulajdonban maradnak. A változtatáshoz arra is szükség van, hogy a piaci szabályozó keretek helyett gazdasági tervek határozzák meg a gazdaság menetét.
Társadalmi téren a szocializmus elveti a liberális individualizmust, ehelyett a szolidaritás elvét szorgalmazza, mellyel megteremthető a kölcsönös segítségen alapuló, új társadalom.
A szocialista tanokkal teoretikus szinten először az utópista szocialisták, főként Saint-Simon (1760-1825), Charles Fourier (1772-1837) és Robert Owen (1771-1858) foglalkoztak, akik a termelés közösségi szintre történő emelését tartották üdvözítő megoldásnak. Ehhez a propaganda és a vonzó példák erejét vélték alkalmas eszköznek, és e tekintetben Owen gyakorlati eredményei mutatkoztak leginkább tartósnak és hosszú távúnak. Míg Saint-Simon a technokrácia első teoretikusaként az aktív és produktív munkát végzők kooperációját és a tudomány eredményeinek hasznosítását vélte megoldásnak, Fourier a falanszterre esküdött, amely kiküszöbölhetné az elidegenedést, melyben a dolgozók képességeinek és szenvedélyeinek kellő szublimálása révén a munkatermelékenység és az elosztás is egy humánus társadalmat eredményezhetne. Egy olyan kommunista társadalom képe lebegett a szeme előtt, mely nem aszkézist követelt volna meg polgáraitól, hanem lehetőséget biztosított volna az életörömök kiélésére, a boldogság állandósítására, eközben a nők egyenjogúsítását is alapvető feladatnak tekintette. Owen társadalmi elméleti meglátások helyett inkább gyakorlati megoldásokkal kísérletezett, üzemeiben szociálpolitikai reformokat, emberhez méltó körülményeket vezetett be (például munkavédelem, oktatás, nevelés, magasabb bérek, mérsékelt árú termékek forgalmazása a dolgozóinak).
A magántulajdonosi rendszer forradalmi felszámolásának igénye a radikálisabb irányzatokhoz kötődik, például a szociáldemokrácia és főként a kommunista pártok ragaszkodtak ehhez a megoldáshoz. A szociáldemokraták idővel kiegyeztek volna a magántulajdonnal oly módon, hogy azt hatékony társadalmi, politikai kontrollnak vetik alá, melyet a politikai jogok kiterjesztése, illetve a kormányzati pozíciók megszerzése biztosít. A kormányzati hatalom lehetővé teszi azt is, hogy a jövedelmi viszonyok átstrukturálásával a társadalmi egyenlőtlenségek is mérsékelhetők, a szociális jogok kiterjeszthetők, az esélyegyenlőség növelhető.
Az 1917-es októberi orosz forradalom nyomán Oroszországban, a Szovjetunióban, majd a II. világháború után a keleti blokk országaiban és másutt kiépült marxista–leninista autoriter politikai rendszerek hivatalosan szintén szocialistának tekintették magukat, melyek legtöbbje azonban kezdeti, nyugattól független katonai és gazdasági hatalommá válásával együtt sem váltak tartóssá, mert a világgazdasági folyamatok és a változó társadalmi értékek és szociális igények következtében ezen országok további működése a 20. század végére lehetetlenné vált, és az 1989 és 1992 közötti időszakban elvesztették szocialista mivoltukat.

## A szocializmus irányzatai
1. Kezdeti értelmezések
- Kezdeti szocializmus
- Utópista szocializmus

2. Kommunizmus
- Marxizmus
- Nem marxista irányzatok
  - Anarchokommunizmus
  - Anarchoszindikalizmus
  - Plehanovizmus
  - Luxemburgizmus
  - Autonómizmus
  - Vallási kommunizmus
    - Keresztény kommunizmus
- Leninizmus (Bolsevizmus)
- Trockizmus
- Sztálinizmus
- Maoizmus
- Dzsucse
- Titoizmus
- Reformkommunizmus
- Tanácskommunizmus
- Hoxhaizmus (hodzsaizmus)
- Gonzaloizmus
- Castróizmus
- Guevarizmus
- Polpotizmus
- Humanista marxizmus
- Új baloldal
  - Frankfurti iskola
  - Analitikus marxizmus
  - Strukturalista marxizmus

3. Libertárius szocializmus és anarchizmus
- Anarchokollektivizmus
- Anarchoszindikalizmus
- Anarchokommunizmus
- Keresztény anarchizmus
- Céhszocializmus (Guild socialism)
- Piaci szocializmus (Market-socialism)

4. Demokratikus szocializmus és szociáldemokrácia
- Szociáldemokrácia
- Ausztromarxizmus
- Zöldszocializmus (Eco-socialism)
- Szocialista piacgazdaság (Szociális piacgazdaság)
- Forradalmi szocializmus
- Bernsteinizmus

5. Vallási szocializmus
- Vallási kommunizmus
- Keresztényszocializmus
- Iszlám szocializmus
- Buddhista szocializmus
- Zsidó szocializmus (Jewish left)
- Taoista szocializmus
- Dzsainista szocializmus

6. Regionális és etnikai szocializmus
- Afrikai szocializmus
- Arab szocializmus
- Cionista szocializmus (Szocionizmus; Labor zionism)
- Ír köztársasági szocializmus